# 来恩寺 (八尾市)
来恩寺（らいおんじ）は、大阪府八尾市恩智中町にある融通念仏宗の寺院。山号は一心山。河内西国霊場第11番札所。

## 歴史
来恩寺の創建は二つの寺院の合併による。江戸時代中期より現在地に存在した来福寺（浄土宗）が、1906年（明治39年）に廃寺となった恩覚寺（真言宗）と同年に統合されたことにより成立した。

## 境内

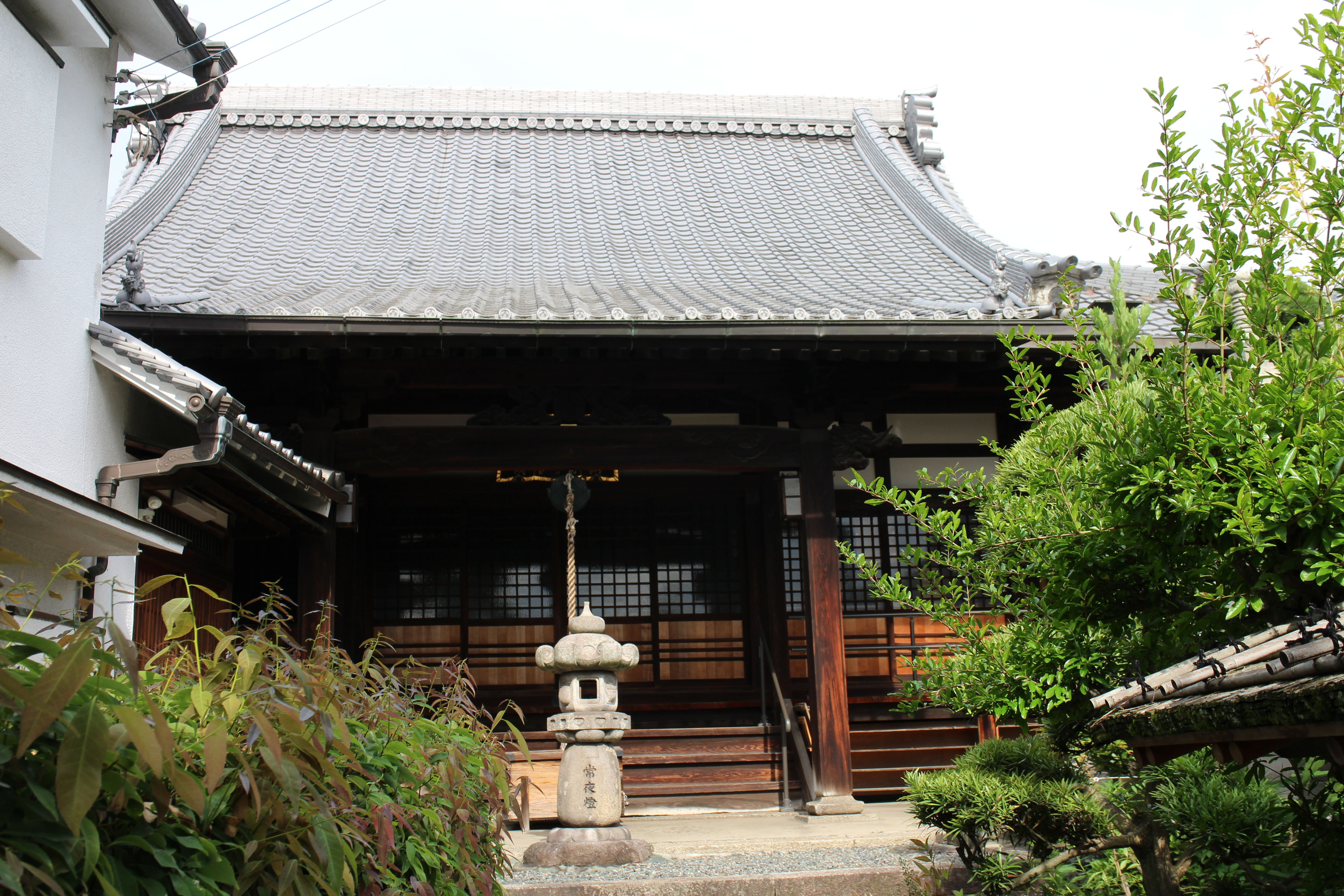
本堂

- 本堂

## 札所
河内西国霊場
10 千手寺　--　11 来恩寺　--　12 感応院

## 交通
- 近鉄大阪線 恩智駅下車、徒歩15分

## 周辺情報
- 恩智石器時代遺跡（天王の森・恩智神社御旅所）
- 恩智左近の墓
- 恩智城址公園
- 感応院
- 恩智神社